# دانیری
دانیری (به لاتین: Danyeri) یک منطقه مسکونی در جمهوری آذربایجان است که در شهرستان شرور واقع شده است. دانیری ۲۸۷۴ نفر جمعیت دارد.